# ذهب ملون

Ternary plot of different colors of Ag-Au-Cu alloys

في حين أن لون الذهب النقي يكون أصفراً، فإن الذهب الملون يمكن أن يظهر بأكثر من لون. هذه الألوان المختلفة تكون بسبب خلط وسبك الذهب مع عدة عناصر كيميائية مختلفة تعطيه هذا التنوع اللوني حسب اختلاف الكميات المسبوكة معاً.

## التصنيف
يمكن أن يتم تقسيم الذهب الملون إلى ثلاثة تصانيف مختلفة:
- نظام الذهب-الفضة -النحاس (بالإنجليزية: Au-Ag-Cu system )‏، وإنتاج الأبيض والأصفر والأخضر والأحمر ذهبيات؛ عادة طيع سبائك
- في مجمع intermetallic ليالي، وإنتاج ميداليات ذهبية اللون الأزرق والبنفسجي، فضلا عن غيرها من الألوان. هذه عادة ما تكون هشة ولكن يمكن استخدامها مع الأحجار الكريمة والبطانات
- أكسيد سطح طبقات ، مثل الذهب الأسود، الخواص الميكانيكية تعتمد على السبائك السائبة.